# Avortement toxique
L'avortement toxique est un phénomène médical d' avortement spontané, de fausse couche ou de mortinaissance causée par des toxines dans l' environnement de la mère lors de la grossesse, causé en particulier par des polluants environnementaux toxiques, parfois pouvant être causé par des toxines végétales ,

## Chez les humains
Le terme «avortement toxique» a été employé pour la première fois pour décrire ce phénomène chez l'être humain dans les premières études sur les effets des polluants sur la grossesse en 1928, une enquête expérimentale concernant l'avortement toxique produit par des agents chimiques par Morris M. Datnow MD 
Les produits chimiques toxiques à l'origine de l'avortement étudiés à cette époque étaient: la pétrochimie, les métaux lourds, les solvants organiques, le tétrachloréthylène, les éthers de glycol, le 2-bromopropane, l' oxyde d'éthylène, les gaz anesthésiques et les médicaments antinéoplasiques .
En 1932, le Journal of State Medicine a constaté une variation naturelle, avec l'apparition d'un «nombre considérable de cas d'avortement toxique» causé par des caries dentaires non traitées.
L'étude de l'avortement causé par la pollution chez l'Homme a cessé pendant un temps considérable puis l'intérêt est revenu dans les années 2000. Une étude de 2009 a révélé que les combustibles fossiles jouent un rôle, car «les femmes afro-américaines enceintes qui vivent à moins d'un demi-mile des autoroutes et des routes très fréquentées étaient trois fois plus susceptibles de faire des fausses couches que les femmes qui ne respirent pas régulièrement les gaz d'échappement». Une étude de 2011 a démontré une corrélation entre l'exposition aux toxines sur le lieu de travail et l'avortement spontané, et a appelé à une étude plus approfondie. Le magazine Newsweek a rapporté en mai 2014 qu'une augmentation du nombre de bébés mort-nés dans la ville de Vernal, dans l' Utah, avait été corrélée à une augmentation de la pollution due aux nouveaux forages de gaz et de pétrole. Newsweek a rapporté que "le taux de mortalité néonatale de Vernal semble avoir grimpé d'environ la moyenne en 2010 (par rapport aux chiffres nationaux) à six fois le taux normal trois ans plus tard."  Newsweek a cité l'observation d'un expert selon laquelle "Nous savons que les femmes enceintes qui respirent plus de pollution atmosphérique ont des taux beaucoup plus élevés de quasi toutes les issues de grossesse défavorables qui existent."  Une étude publiée dans le Journal of Environmental Health en octobre 2014 a révélé que le tétrachloroéthylène ou PCE était «lié à un risque accru de mortinaissance et d'autres complications de la grossesse».
L'étude PCE a révélé que «les grossesses fortement exposées au PCE étaient 2,4 fois plus susceptibles de se terminer par des bébés mort-nés et 1,4 fois plus susceptibles de présenter un décollement placentaire - lorsque le placenta se détache de la paroi utérine avant l'accouchement, provoquant des saignements chez la mère et de perdre de l'oxygène chez le bébé  - par rapport aux grossesses jamais exposées au PCE. " Une exposition plus élevée entraîne un risque de décollement 35% plus élevé. Le PCE a également été lié à un risque accru de cancer. Les enfants exposés au PCE en tant que fœtus et tout-petits sont plus susceptibles de consommer des drogues plus tard au cours de leur vie. La toxine a été corrélée à la maladie mentale, à un risque accru de cancer du sein et à certaines anomalies congénitales . Il a été lié à l'anxiété, à la dépression et à des troubles de la cognition, de la mémoire et de l'attention. Une contamination au PCE a été détectée dans l'approvisionnement en eau du Massachusetts, dans des bases militaires à travers le pays et aussi des systèmes d'eau en Californie et en Pennsylvanie ont également été contaminés par du PCE".
En 2015, Newsweek a rapporté que les produits chimiques trouvés dans les emballages de restauration rapide multipliaient le risque de fausse couche par seize.[Information douteuse] 
Certains cas ont été rapportés concernant des femmes souhaitant intentionnellement provoquer un avortement toxique, lorsque les circonstances rendaient un avortement médicamenteux difficile à obtenir, en s'exposant à des toxines environnementales.

## Chez les animaux
L'avortement toxique est observé chez les humains et chez les animaux tels que les vaches,,, lièvres, et les chevaux. La source note que l'ingestion animale de "fourrage de mauvaise qualité ayant une certaine toxicité" nuit à la santé du bétail, en particulier chez les bovins et les chevaux, conduisant à de multiples cas "d'avortement toxique, de gastro-entérite et d'avortement avec lésions dystrophiques et hémorragiques du fœtus". Le cadmium a été identifié comme un polluant chimique associé à un avortement toxique chez les animaux.